# Metropolia di Grevena

Il monastero di San Nicanore di Grevena.

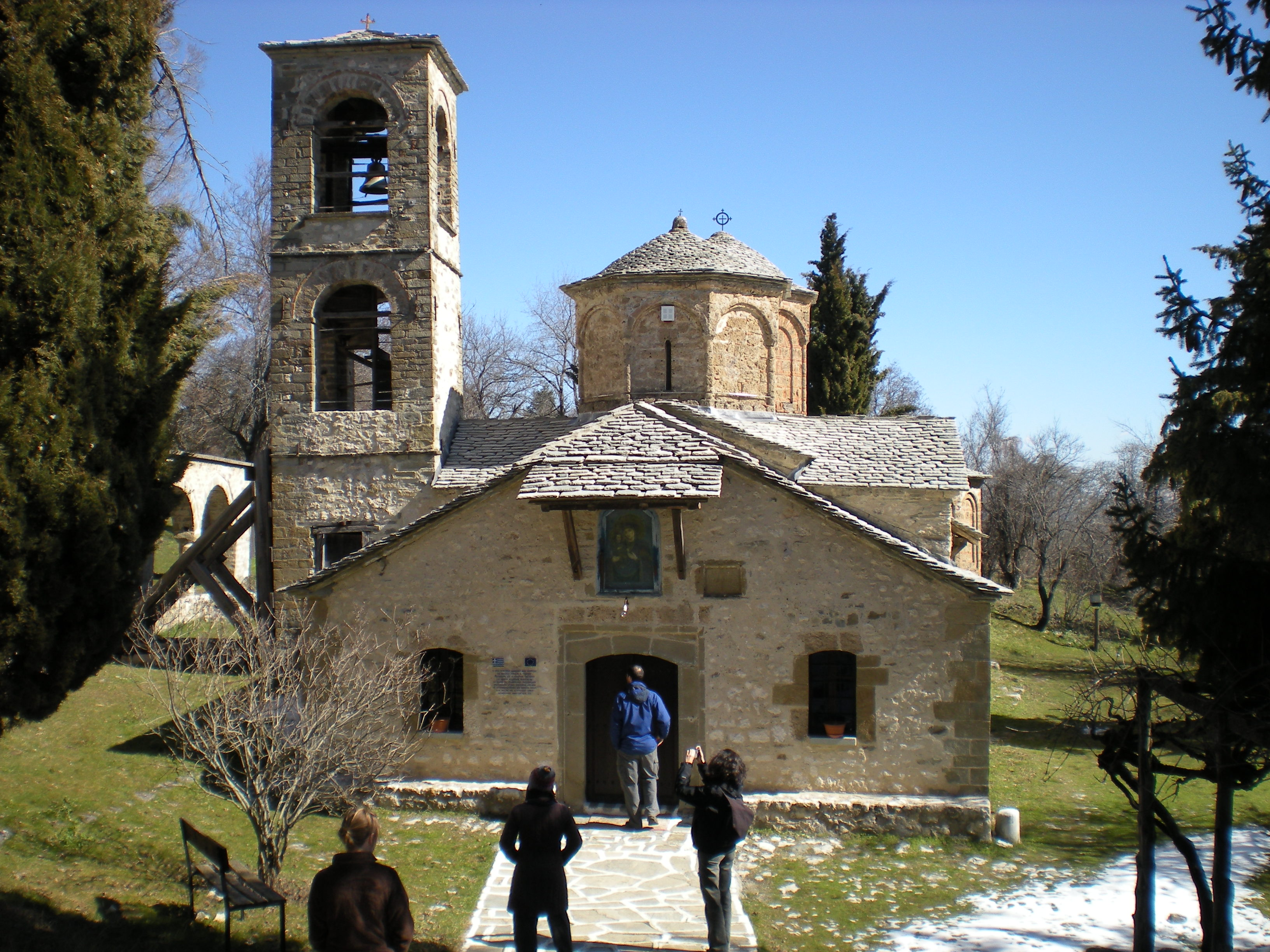
La chiesa del monastero della Dormizione di Spileo.

La metropolia di Grevena (in greco: Ιερά Μητρόπολις Γρεβενών; Ierá Mitrópolīs Grebenon) è una diocesi del patriarcato ecumenico di Costantinopoli, pastoralmente affidata alla Chiesa di Grecia, con sede a Grevena, nella Macedonia Occidentale, dove si trova la cattedrale metropolitana dell'Annunciazione della Beata Vergine Maria.
Dal 10 ottobre 2014 il metropolita è Davide Tzoumakas.

## Territorio
La metropolia si trova nella Macedonia Occidentale.
Sede del metropolita è la città di Grevena, dove si trova la cattedrale metropolitana dell'Annunciazione della Beata Vergine Maria.
Nella metropolia si trovano 5 monasteri.
Dal punto di vista canonico, la metropolia fa parte del patriarcato ecumenico di Costantinopoli. Tuttavia, trovandosi in territorio greco, la gestione pastorale è affidata alle cure dell'arcivescovo di Atene e della Chiesa di Grecia.

## Storia
Non si conosce la data di fondazione della diocesi di Grevena, che, dall'inizio fino al 1767, appartenne alla provincia ecclesiastica dell'arcivescovado di Ocrida; successivamente passò sotto la giurisdizione del patriarcato di Costantinopoli. La diocesi non figura nell'elenco dei vescovati stabiliti dall'imperatore Basilio II Bulgaroctono nel 1020. Il primo vescovo noto è Giovanni Kapsochiros, ordinato dall'arcivescovo Leone verso la fine dell'XI secolo.
All'incirca nel XV secolo fu elevata al rango di metropoli e occupò il 7º posto nella gerarchia dell'arcivescovado di Ocrida. Successivamente, nel XVII secolo, i suoi metropoliti salirono al 4º posto e ricevettero il titolo di "Ipertimo" (venerabilissimo) e successivamente anche quello di "Esarca della Macedonia del Sud", che portano ancora oggi.
Nell'agosto del 1896 ampliò il suo territorio con una porzione di territorio della soppressa metropolia di Diskaké. Nel 1907 occupava il 57º posto tra le 84 metropolie del patriarcato.
Il metropolita Emilianos Lazaridis, originario di Iconio in Asia Minore, svolse un'azione importante per la difesa dell'ellenismo nella regione e fu ucciso il 30 settembre 1911 all'età di 34 anni. È venerato come santo martire nella Chiesa ortodossa.

## Cronotassi
- Giovanni Kapsochiros † (fine dell'XI secolo)[3]
- Costantino Kabasilas † (XII secolo)[6]
- Neofito † (? - 6 dicembre 1422 deceduto)[7][8]
- Neofito † (menzionato nel 1481)[9]
- Doroteo † (menzionato nel 1528)[4]
- Simeone † (menzionato nel 1538)[8]
- Leonzio † (prima del 1566)[8]
- Demetrio † (prima del 1566)[8]
- Callistrato † (prima del 1592)[4]
- Sergio † (1615 - 1623)[8]
- Antimo † (? - 29 maggio 1623 nominato vescovo di Neopatrasso)[8]
- Joasaf † (menzionato a febbraio 1624)[8]
- Daniele †[10]
- Gabriele † (menzionato nel 1630)[8]
- Bessarione † (menzionato nel 1653)[8]
- Gregorio † (menzionato nel 1688)[10]
- Cirillo † (menzionato dal 1670)[10]
- Pancrazio † (menzionato nel 1676)[11]
- Teofane I † (menzionato dal 1676 al 1684)[11]
- Teofane II † (menzionato dal 1691 al 1719)[11]
- Crisante † (menzionato nel 1720 e nel 1728)[12]
- Partenio † (prima del 1730 - circa 1743)[12]
- Partenio † (1743 - 1749)[12]
- Macario † (menzionato il 6 marzo 1749)[13]
- Serafino † (prima di marzo 1753 - dopo agosto 1756)[13]
- Gregorio † (menzionato tra il 1765 e il 1767)[8]
- Gennadio † (menzionato nel 1778)[13]
- Gabriele † (menzionato tra il 1781 e il 1791)[13]
- Neofito † (menzionato il 30 gennaio 1792)[14]
- Gabriele † (prima del 1802 - settembre 1806 eletto metropolita di Larissa)[14]
- Gregorio Stamatelou † (? - 1808 eletto metropolita di Corone)[15]
- Bartolomeo † (? - 1820 eletto metropolita di Demetriade)[15]
- Gabriele † (menzionato nel 1822)[15]
- Antimo † (prima del 1828 - 3 febbraio 1831 deceduto)[15]
- Gerasimo † (febbraio 1831 - 1837 deceduto)[16]
- Gioannizio † (ottobre 1837 - 12 ottobre 1849 eletto metropolita di Selimbria)[16]
- Agapio † (ottobre 1849 - 4 agosto 1864 deceduto)[17]
- Gennadio Paparousis † (22 agosto 1864 - 20 marzo 1873 deceduto)[18]
- Cirillo † (17 aprile 1873 - 12 maggio 1888 deceduto)[18]
- Clemente Folan † (14 maggio 1888 - 30 novembre 1896 deceduto)[18]
- Doroteo Mammelis † (7 dicembre 1896 - 18 settembre 1901 eletto metropolita di Nicopoli)[19]
- Agatangelo Konstantinidis † (2 ottobre 1901 - 13 marzo 1910 eletto metropolita di Drama)[19]
- Emiliano Lazaridis † (16 marzo 1910 - 30 settembre 1911 deceduto)[19]
- Emiliano Dangoulas † (8 dicembre 1911 - 13 marzo 1924 eletto metropolita di Eleftheroupoli)[19]
- Nicola Papanikolaou † (13 marzo 1924 - 15 dicembre 1933 deceduto)[19]
- Gervaso Soumelidis † (12 febbraio 1934 - 16 aprile 1943 deceduto)[19]
- Teoclito Sphinas † (13 giugno 1943 - 24 settembre 1950 deceduto)[20]
- Filippo Tsorvas † (30 settembre 1951 - 14 ottobre 1958 eletto metropolita di Drama)[20]
- Crisostomo Papaignatiou † (22 maggio 1960 - 23 luglio 1975 deceduto)[20]
- Sergio Sigalas † (15 agosto 1976 - 10 luglio 2014 deceduto)[20]
- Davide Tzoumakas, dal 10 ottobre 2014